# Earned run average

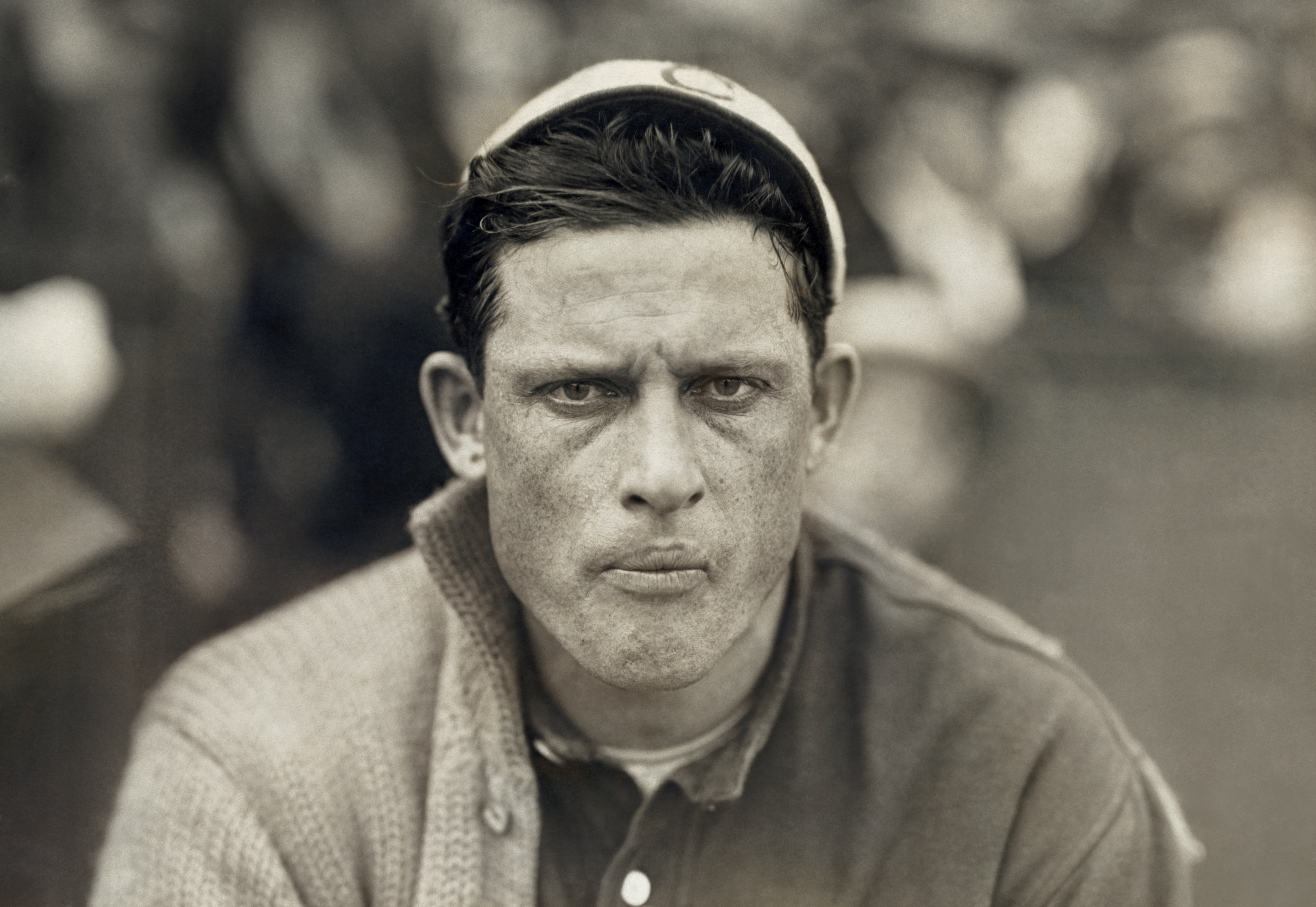
Ed Walsh jest liderem klasyfikacji wszech czasów ERA z wynikiem 1,82.

Earned run average (w skrócie ERA) – w baseballu statystyka dla miotacza. Oznacza stosunek liczby runów, które drużyna atakująca zdobyła przeciwko niemu do liczby inningów, które rozegrał do momentu zejścia z boiska, pomnożony przez 9.
Na konto miotacza nie zapisuje się jednak runów wynikających z błędów pozostałych graczy obrony, stąd nazwa earned, co można przetłumaczyć jako „zasłużone”.